# Regionaal museum van Moermansk
Het Regionaal museum van Moermansk (Russisch: Мурманский областной краеведческий музей) is een museum in Moermansk, Rusland. Het museum werd op 17 oktober 1926 geopend en is daarmee het oudste museum in de regio buiten de poolcirkel in Rusland.

## Collectie
Het museum is gehuisvest in een van de oudste gebouwen in de stad, nu geklasseerd als historisch monument. De collectie van het museum is onderverdeeld in zeventien hallen. In de afdeling "Natuur" is een verzameling zeebodems, de enige in zijn soort in Rusland, bestaande uit een droog aquarium met een geologische verzameling gevonden rond Kola op diepten van 100 meter tot 12 kilometer.
De hele geschiedenis van de regio wordt gepresenteerd in verschillende thema's: "lokale geschiedenis van de oudheid tot de zeventiende eeuw", "het agrarisch leven en de Sami (Lappen) van de zeventiende tot de negentiende eeuw", "het Kola-schiereiland van de zeventiende tot de twintigste eeuw", "de Oktoberrevolutie, de Russische Burgeroorlog en de interventie van Moermansk, de jaren 1920 en 1930", "de regio Moermansk van 1945 tot 1985" en "de sociaaleconomische en politieke evolutie van de oblast Moermansk van 1985 tot heden".
Het museum heeft een permanente tentoonstellingsruimte van 2612 m², een ruimte van 200 m² voor tijdelijke tentoonstellingen en een museumwinkel. Het museum organiseert jaarlijks ongeveer vijftig thematische tentoonstellingen en de bibliotheek van het museum heeft 18.000 boeken over de lokale geschiedenis. Het museum krijgt jaarlijks circa 100.000 mensen over de vloer.

## Afdelingen
Het museum heeft ook drie lokale afdelingen die zijn aangesloten bij het museum: het Historisch museum van de Sami van Kola, gevestigd in Lovozero, het historisch museum van cultuur en het dagelijks leven van de Pomoren, in het dorp Oemba en het Museum van de polaire Olympiade in Moermansk.

## Fotogalerij

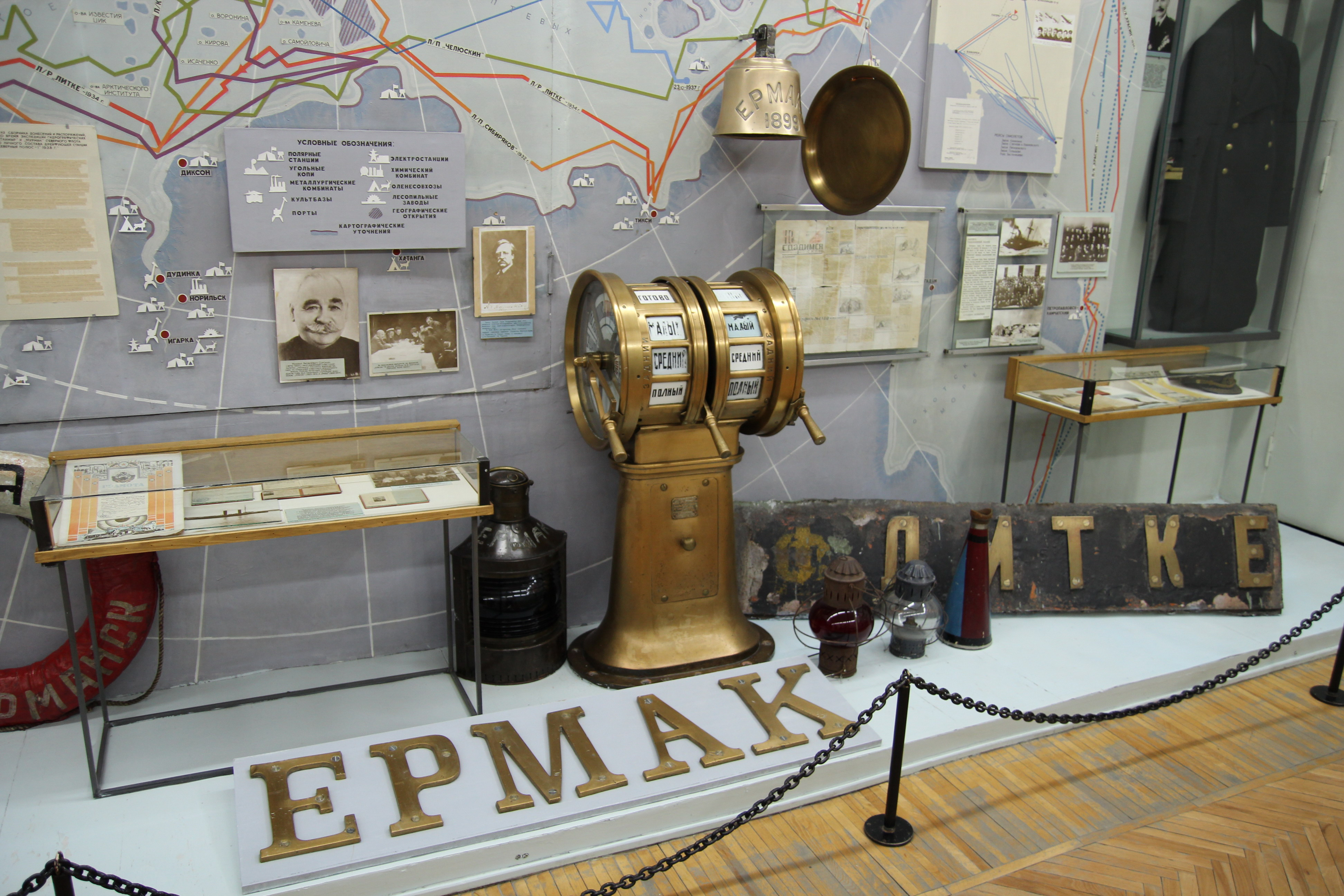
Vitrine gewijd aan de Jermak
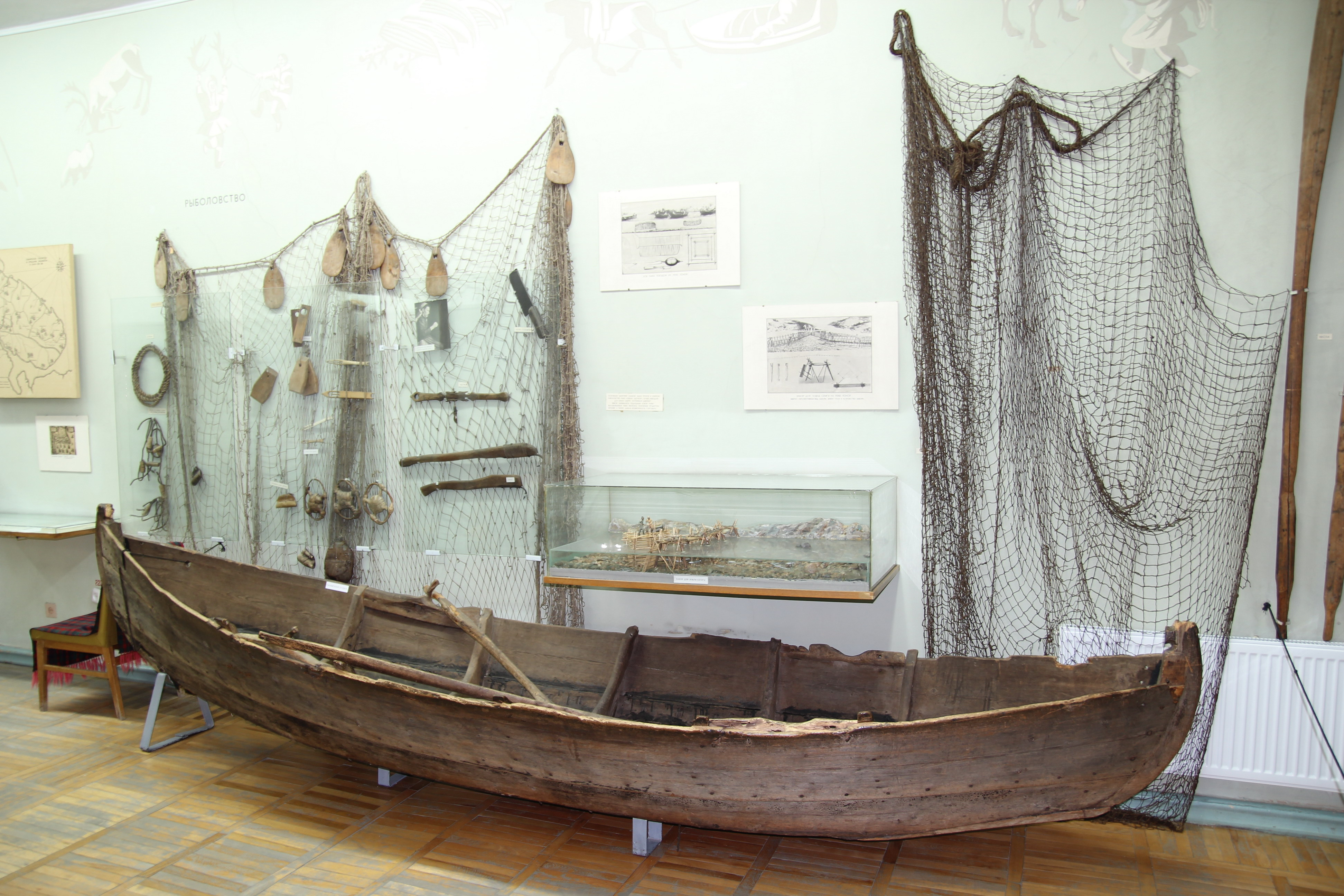
Vissersboot van de Sami
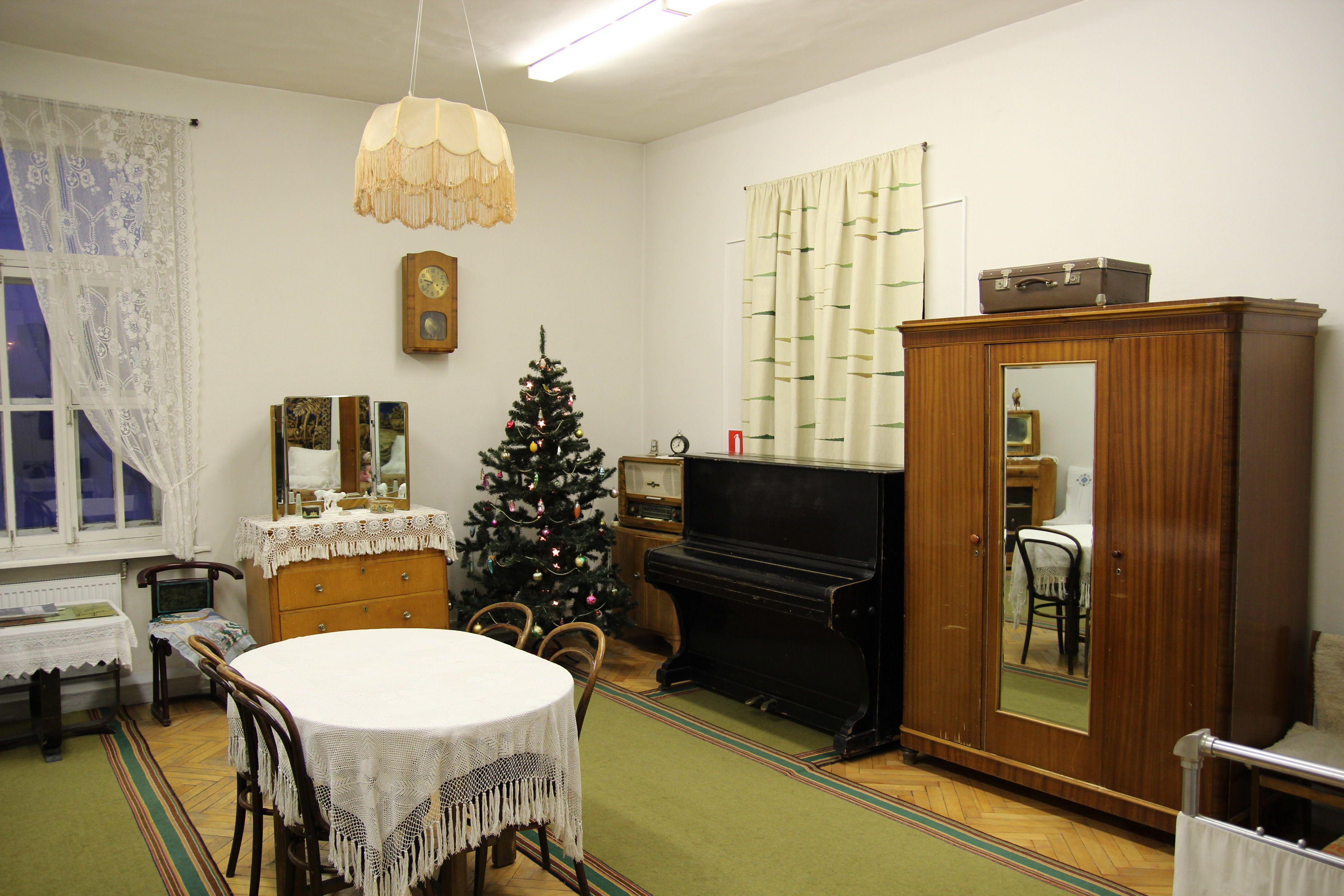
Sovjet-kamer uit de jaren 1950
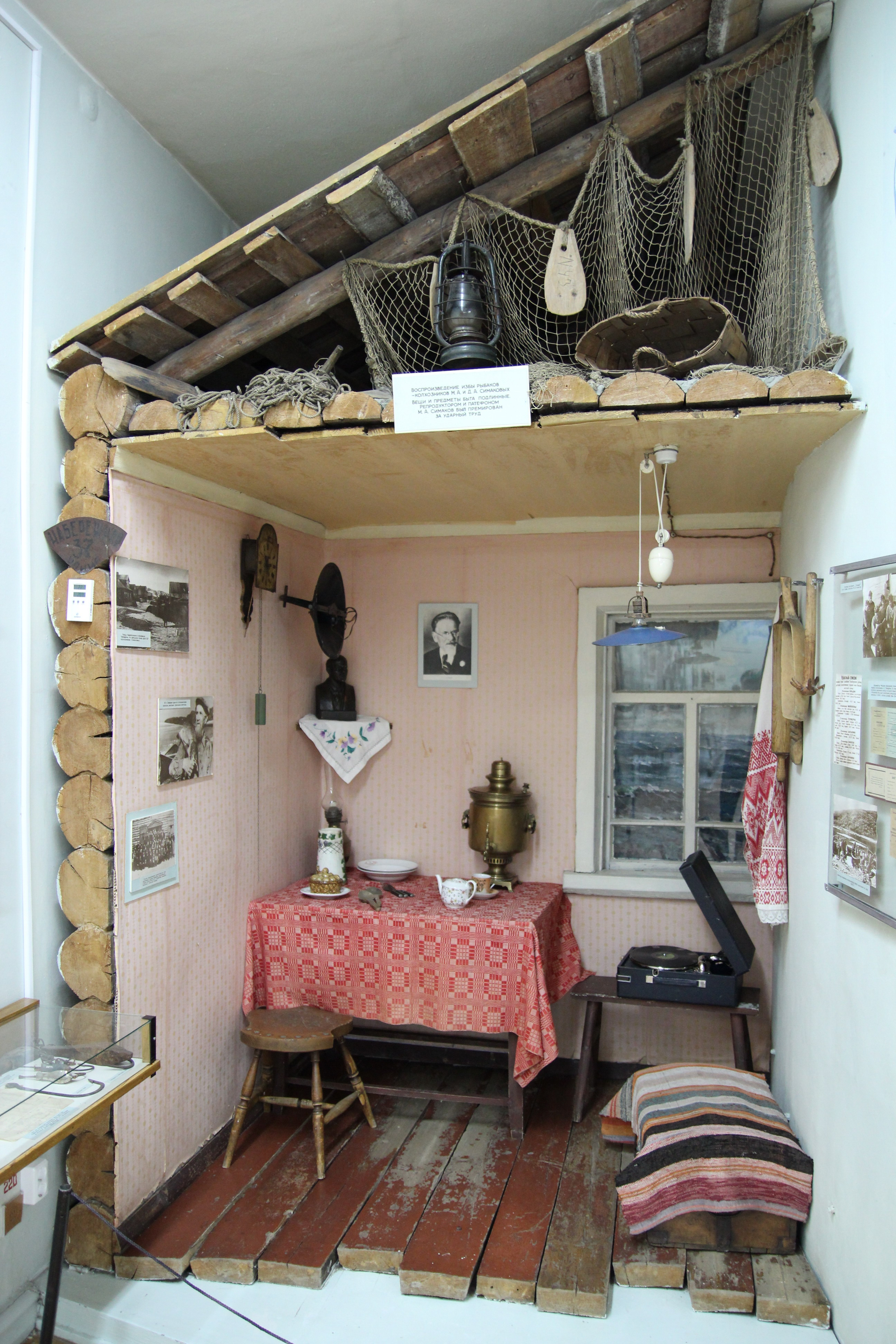
Interieur van een hut van vissers en boeren
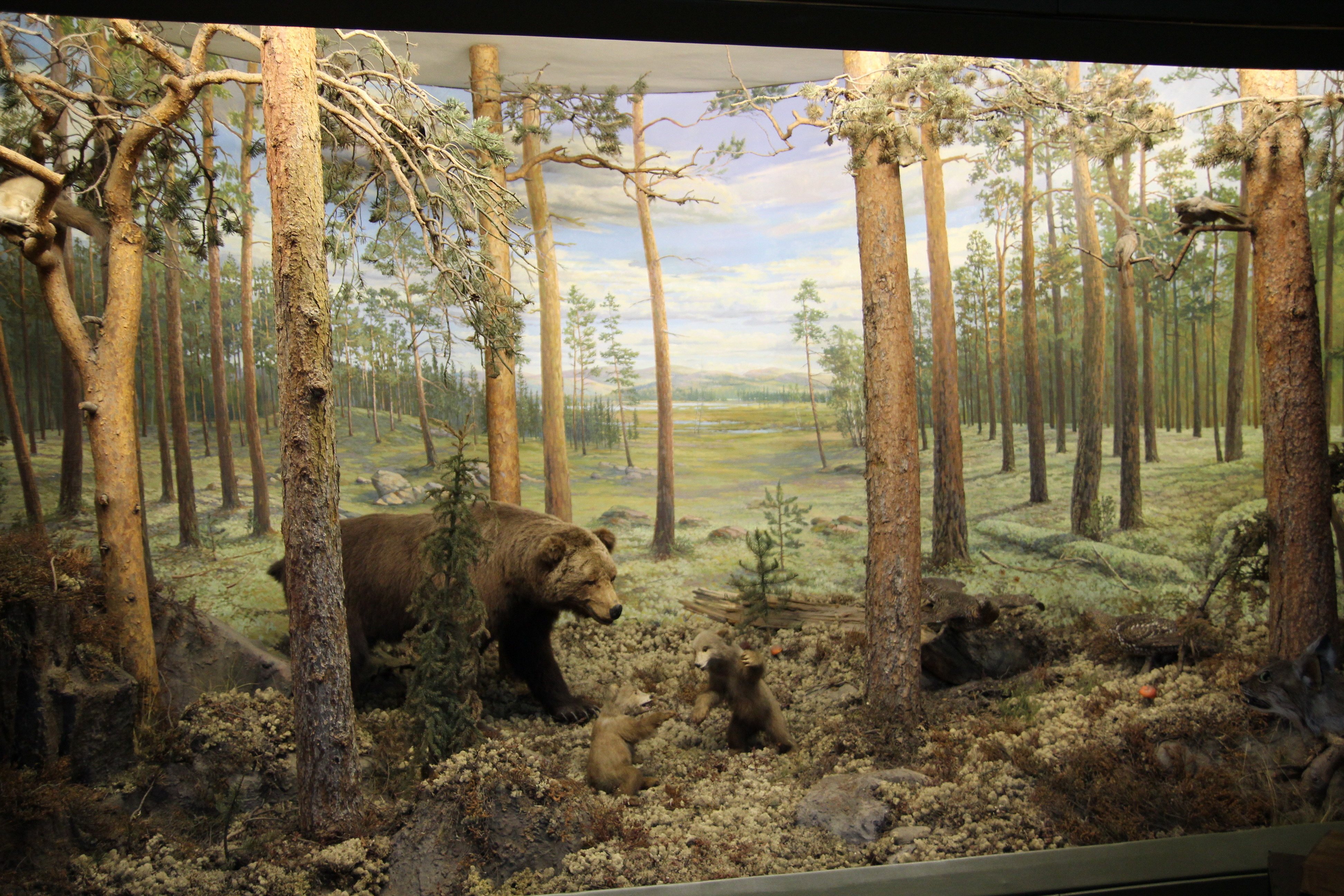
Een diorama met beren
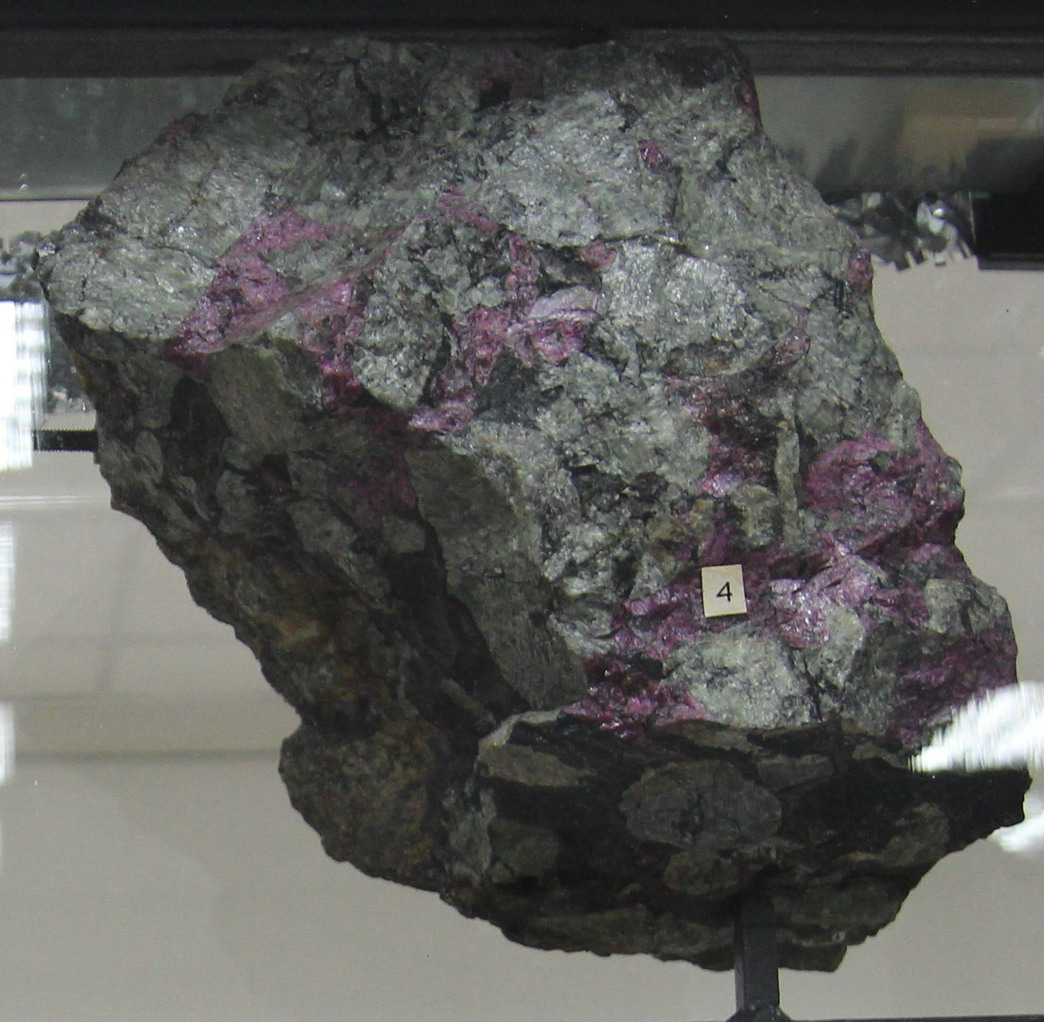
Eudialyt in de afdeling mineralen
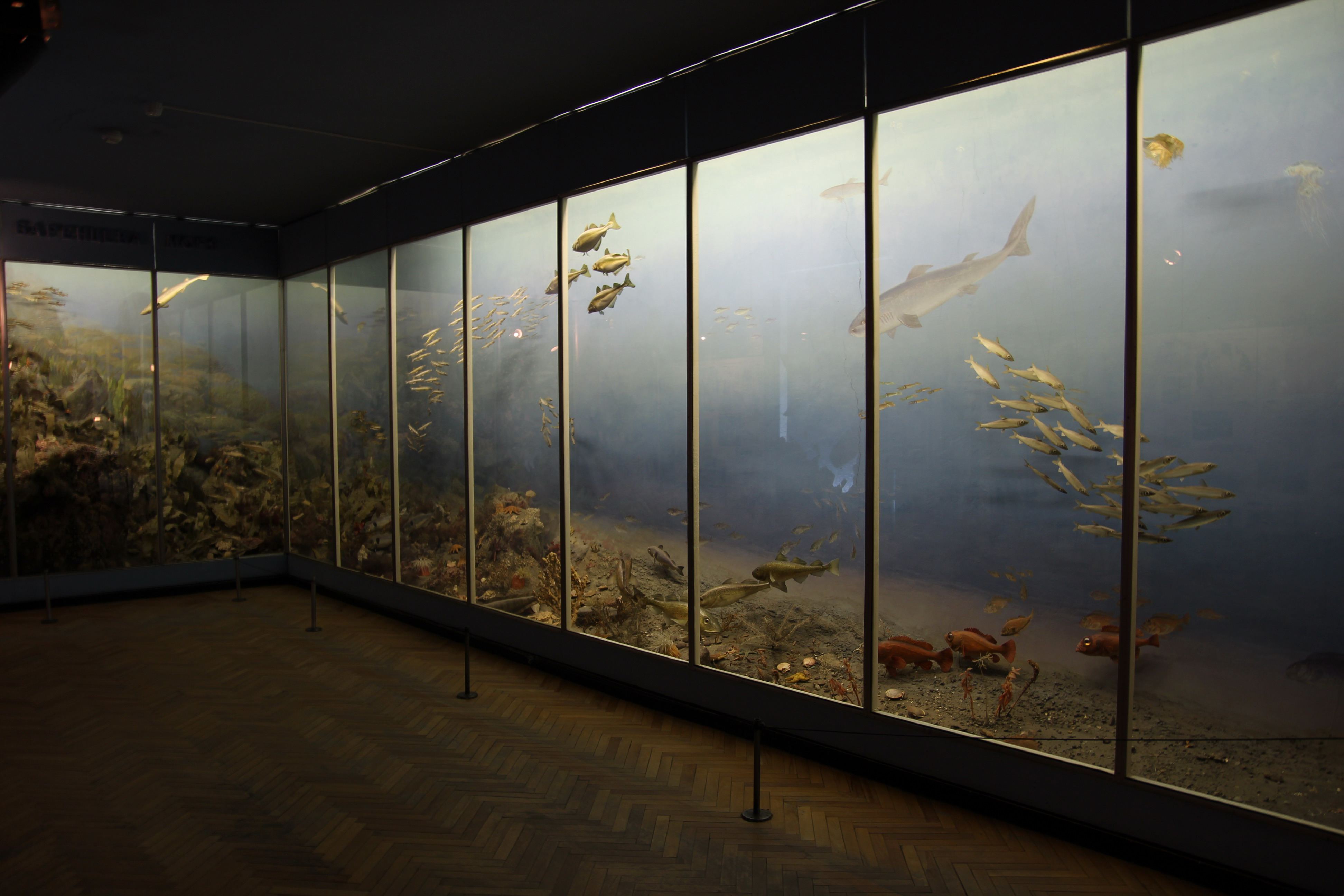
Het (droog) aquarium